# Sandra Hegedüs
Sandra Hegedüs, née à São Paulo (Brésil) en 1964, est une collectionneuse d'art contemporain et mécène. Elle est la fondatrice de SAM Art Projects, une organisation destinée à la promotion et à la production de projets artistiques internationaux. À travers cette structure, elle soutient des artistes émergents et établis, en facilitant la mise en place d'expositions, de résidences artistiques et de projets collaboratifs, souvent axés sur des thématiques sociales et culturelles.

## Biographie
Issue d'une famille juive hongroise émigrée à São Paulo, Sandra Hegedüs y naît en 1964. Elle y étudie la philosophie et le cinéma à la Fundaçao Armando Alvares Penteado (FAAP). Impliquée dans la communauté artistique de São Paulo du début des années 1980, elle réalise plusieurs performances (vidéos, happenings, interventions urbaines) avant d'arriver en France en 1990.
Elle monte une société de production de films documentaires baptisée Zeugma qui produit des reportages et des films documentaires pour la télévision.

### Collectionneuse d'art contemporain
À partir de 2005, elle commence à monter sa propre collection d'art contemporain. Parmi les œuvres qu'elle acquiert avec son mari figurent les photos de Bill Henson sur la jeunesse australienne, « l'injonction au rêve » de Claude Lévêque, « la drôlerie élégante » de Philippe Ramette, une cabane de Tadashi Kawamata, installée à leur domicile, ou encore un bidet gainé de dentelles de Joana Vasconcelos.
En 2009, elle fonde SAM Art Projects, destinée à promouvoir la création artistique contemporaine. SAM Art Projects soutient la création plastique et visuelle en favorisant les échanges culturels entre l’Europe et les pays dits émergents. 
Chaque année, le prix SAM pour l'art contemporain est attribué à un artiste résidant en France, ainsi que plusieurs résidences à des artistes originaires de pays hors Europe et Amérique du Nord. Ces résidences offrent à chaque artiste une exposition en France, renforçant ainsi leur visibilité et leur reconnaissance internationale.
Depuis novembre 2019, elle préside le conseil d’administration de la Villa Arson.

### Polémique sur le Palais de Tokyo
Vice-présidente des Amis du Palais de Tokyo à partir de 2020, elle présente sa démission de l’association et du conseil d’administration en mai 2024, dénonçant une dérive idéologique de l'établissement public : 

« Suite à une longue réflexion, j'ai pris la décision difficile de démissionner des Amis du Palais de Tokyo ainsi que du Conseil d'Administration. Je ne souhaite plus aujourd'hui soutenir cette institution que j'ai soutenue depuis plus de 15 ans. La raison est simple : les choses ont changé et je ne veux pas être associée à la nouvelle orientation très politique du Palais. La programmation semble désormais dictée par la défense de "Causes", très orientées (wokisme, anti-capitalisme, pro-Palestine, etc.). »

Outre une programmation politique, elle dénonce également une forme de désinformation concernant l'exposition « Passé Inquiet : Musées, Exil et Solidarité (Past Disquiet) » initiée par Kristine Khouri et Rasha Salti (en) notamment en déclarant : « La dernière exposition sur la Palestine qui proposait, sans mise en perspective, des points de vues biaisés et mensongers sur l'histoire de ce conflit, donnant la parole, sans contradiction, à des propos racistes, violents et antisémites a été la goutte d'eau. »
Le lendemain de sa démission, le Palais de Tokyo, sous la plume de Guillaume Désanges, publie un communiqué pour se défendre : « Notre programmation artistique n’est pas partisane, elle est d’abord, et avant tout, le reflet des préoccupations des artistes. […] le lieu où les artistes peuvent s’exprimer : un terrain de débat, de réflexion et de rencontre. »

### Décorations
- 2011 :  Chevalier de l'ordre des Arts et des Lettres[7]
- 2020 :  Officier de la Légion d'honneur[8]